# SN 2000fz
SN 2000fz – supernowa typu Ia odkryta 15 grudnia 2000 roku w galaktyce A011836+1441. W momencie odkrycia miała maksymalną jasność 17,80m.